# Communauté de communes du Crestois
La communauté de communes du Crestois est une ancienne structure intercommunale française située dans le département de la Drôme, en région Rhône-Alpes.

## Histoire
La communauté de communes du Crestois est née en 1992 d'un départ d'un certain nombre de communes du district du Val de Drôme, aujourd'hui devenu la communauté de communes du Val de Drôme qui regroupe 36 communes.
La ville de Crest faisait partie ordinairement du groupe mais a décidé en 2006 de la quitter pour cause de désaccord. Elle s'associe en 2014 avec la communauté de communes du Crestois et celle du Pays-de-Saillans pour former l’actuelle communauté de communes Crestois-Pays-de-Saillans-Cœur-de-Drôme.

## Composition
Elle regroupait trois communes : 
| Nom                    | Code Insee | Gentilé    | Superficie (km2) | Population (dernière pop. légale) | Densité (hab./km2) |
| ---------------------- | ---------- | ---------- | ---------------- | --------------------------------- | ------------------ |
| Aouste-sur-Sye (siège) | 26011      | Aoustois   | 17,98            | 2 436 (2014)                      | 135                |
| Mirabel-et-Blacons     | 26183      | Blaconnais | 17,48            | 1 007 (2014)                      | 58                 |
| Piégros-la-Clastre     | 26234      | Clastrois  | 24,76            | 831 (2014)                        | 34                 |

À la suite de la loi de janvier 2012, elle a aujourd'hui fusionné avec la communauté de communes du Pays de Saillans.